# Una tantum
Una tantum è una locuzione parzialmente latina, alla lettera significante «una volta soltanto», che indica un evento che avviene una volta sola senza ripetizioni.
Può riferirsi a fattispecie eterogenee quali imposizioni fiscali, eventi sportivi, artistici, etc., tutti aventi la caratteristica di essersi verificati una volta soltanto.

## Esempi
- Le tasse e imposte deliberate in una singola legge finanziaria, in seguito a oneri eccezionali per il bilancio dello Stato oppure per ridurre l'ammontare del deficit ordinario (fu celebre in Italia quella del 1974, che colpì tutti gli automobilisti).
- Gli importi di iscrizione o adesione ad associazioni.
- La caparra dei contratti di locazione.
- Le somme erogate dal datore di lavoro, per motivi scollegati alla prestazione lavorativa che in Italia avevano un particolar regime che le esonerava dalla contribuzione previdenziale.

La una tantum è utilizzata anche con i piani tariffari di diversi operatori telefonici.